# Óxido de gálio(III)
Óxido de gálio(III) é o óxido de fórmula química Ga2O3.